# 風のハルカ
『風のハルカ』（かぜのハルカ）は、2005年度後期放送のNHK「連続テレビ小説」第73作で、2005年10月3日から2006年4月1日まで放送されたテレビドラマ。NHK大阪放送局制作。

## 企画・制作
地元の環境資産を有効に活用したユニークな地域づくりで高い評価を受けた由布院温泉の成功と、逆にその成功ゆえに、今までの成功の資産を次世代に向けてどう継承し、発展するかが切実な課題となっている現状を物語の伏線とし、そこに崩壊した家族を再生するための家族ひとりひとりの試行錯誤の物語を重ねている。
舞台は、大分県由布市湯布院町と大阪府大阪市で、大分県が主な舞台になるのは初めてとなった。脚本は、大森美香がこのドラマのために書き下ろした。脚本の大森以外にも制作統括は片岡敬司、音楽は本多俊之と、人気を博したNHK夜ドラ『ニコニコ日記』のスタッフが結集。ドラマ内で主人公たちの子供時代に放映されていたことになっている特撮ヒーロー「ガイセイバーZ」は、『ニコニコ日記』の中では木村佳乃演じる主人公が脚本を担当していた。
ヒロインの村川絵梨は、オーディションで2005人の応募者から決定し第48回ザテレビジョンドラマアカデミー賞では新人俳優賞を受賞した。
平均視聴率17.5%、最高視聴率21.3%となった（ビデオリサーチ調べ、関東地区・世帯）。
2007年9月より2回に分けて完全版DVDが発売された。

### ロケ地・スタジオセット

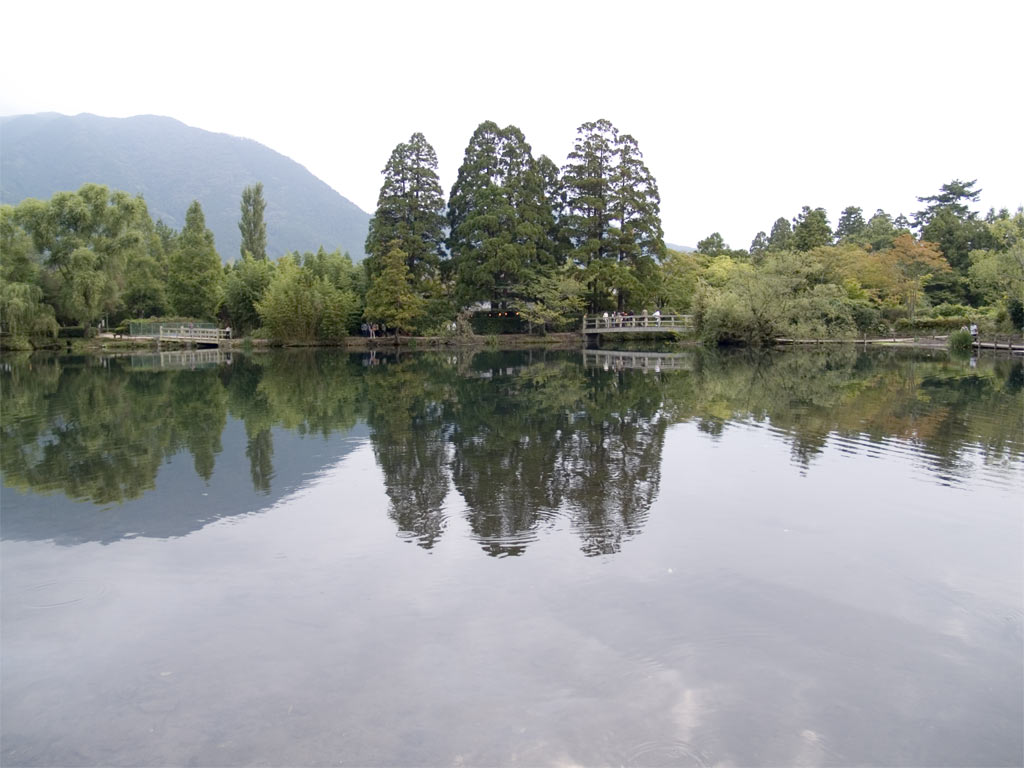
タイトルバックの金鱗湖（2005年10月撮影）
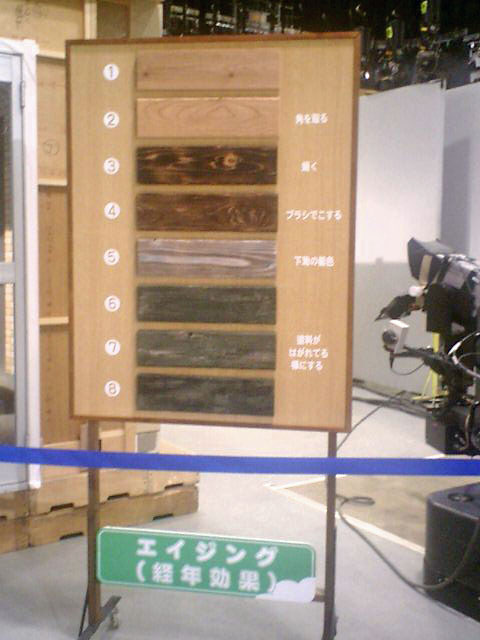
風のハルカのスタジオで使われる木材のエイジング効果の説明パネル（2005年11月、NHK大阪施設見学会で撮影）
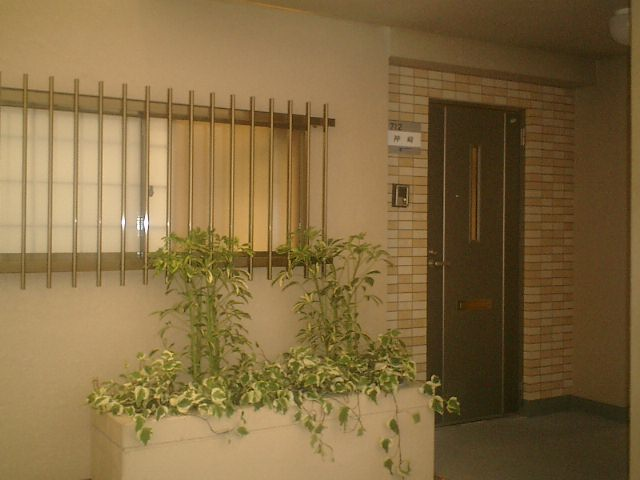
風のハルカのスタジオ・木綿子のマンションの入り口（2005年11月、NHK大阪施設見学会で撮影）
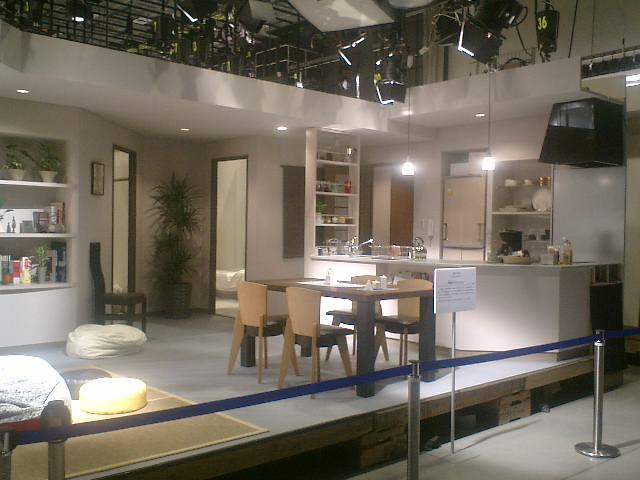
風のハルカのスタジオ・木綿子のマンションの内部（2005年11月、NHK大阪施設見学会で撮影）
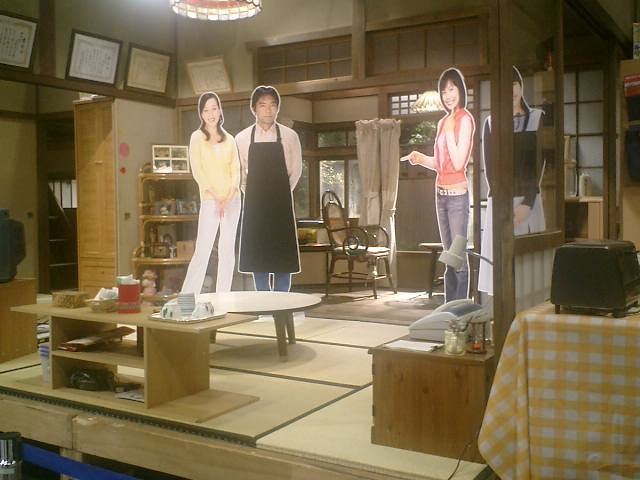
風のハルカのスタジオ・水野家の母屋（2005年11月、NHK大阪施設見学会で撮影）

## 物語
湯布院の父子家庭の下で貧しい生活を送ったハルカが、大阪の別れた母の元へ行き、やがて幸福の本当の意味を知って、家族の再生を目指す。

## キャスト

### 水野・神崎家
水野ハルカ → 猿丸ハルカ
演 - 村川絵梨（幼少時：村崎真彩）
本作の主人公。短大卒業後銀行への就職が決まり、そのお金で妹を都内の大学に通わせようとしていたが、突然倒産してしまった。 妹を大学に通わせるため湯布院から大阪の別れた母のもとに出て、旅行会社「そよかぜツーリスト」の大阪東支店に勤めることになった。なかなか母と和解できなかったが、ここで本当の幸福の意味に気づく。後に東京への転勤の辞令を断り、旅行会社を退社。湯布院に帰り、短大時代にアルバイトをしていた湯布院観光組合事務所にスタッフとして再就職。最終回で猿丸啓太郎と結婚する。
水野陽介
演 - 渡辺いっけい
ハルカとアスカの父。元は敏腕商社マンだがスーツ着用以外では口下手になってしまう。脱サラして大阪から湯布院に娘たちとともに移り住み、レストランを開店するが、数年であえなく閉店。レストラン再開を目指して奮闘し、後に地元産の野菜を黒焦げにした料理（？）が名物の「風のレストラン」を開店する。なぜか、幸せ回路大発動で、この、「風のレストラン」は大繁盛。特技はトランペット。
水野木綿子 → 神崎木綿子
演 - 真矢みき
陽介の元妻。ハルカとアスカの母。上昇志向が強いためか、あるいは大学卒業後の夢が水野陽介とのできちゃった結婚で挫折したためか、（ストーリー中大半の部分で）故郷の湯布院を憎む。湯布院移住の際に陽介と離婚して大阪に残り、公認会計士の資格を取って会計事務所に勤める。青木健二とは同棲する仲で、後に健二を追いかけてロンドンに行く。
水野アスカ → 浜口アスカ
演 - 黒川芽以（幼少時：枡岡明）
ハルカの妹。高校3年の時、家族崩壊をテーマに執筆した小説が間文学賞に入賞し、東京で大学生と小説家の二足の草鞋を履く。後にハルカの小学校時代の担任の浜口佑介とできちゃった結婚をする。祐介との交際は自身が小説家としての大成を果たすまで周囲には内緒にしており、交際と妊娠と結婚の3つを同時に報告する結果となった。
神崎ちい
演 - 朝丘雪路（少女時代：尾高杏奈）
ハルカとアスカの母方の祖母で、由起夫の父方の祖母。木綿子と一二三の母。長男である一二三一家と同居している。
神崎一二三
演 - 升毅
ハルカ・アスカの伯父で、木綿子の兄。ちいの息子。光代の夫。由起夫の父。花農園経営。妻の光代の尻に敷かれる恐妻家。宴会が好きで口癖は「よだきぃよだきぃ」。
神崎光代
演 - 宮崎美子
ハルカ・アスカの伯母。一二三の妻。由起夫の母。楽天家な夫と息子に代わって家を束ねるしっかり者。郷土料理とゼリーが得意で、後に陽介の風のレストランを手伝うことになる。
神崎由紀夫
演 - 中村友也（幼少時：鈴木宗太郎）
ハルカ・アスカの母方の従兄弟で、一二三と光代の息子。家業の農業を手伝う。おっとりした風貌と話し方だが、芯はしっかりしており、家業を継ぐことに誇りを持っている。農村として地に足が着いた基盤を持ち、それを未来につないでいこうとする湯布院の地域づくりの根っこを象徴する人物。後に亜矢と恋仲になる。

### 倉田家
倉田正巳
演 - 黄川田将也（幼少時：笘篠和馬）
ハルカの幼なじみで、老舗温泉旅館「倉田旅館」の跡取り息子。生まれてすぐに実母を亡くす。顔の良さと優しい性格で非常に女性にもてるが、甘やかされて育ったため苦しいことにはすぐ音をあげる性格に育ってしまった。湯布院を現在の姿に育て上げた偉大な父を超えられない重圧に常に押しつぶされそうになっている。いわば、偉大な過去をいかに継承発展させるかに悩む現在の由布院温泉の苦悩を象徴する人物。湯布院に帰ってきたハルカと婚約するが、結婚と仕事の重圧に耐えかねて結納当日に逃亡。百江の配慮で京都の老舗旅館で厳しい修行を終え、根性を入れ替えて湯布院へ帰ってくる。京都修行時に奈々枝と恋仲になる。
倉田宗吉
演 - 藤竜也
正巳の父。のどかな農村だった湯布院を名だたる温泉郷に育て上げた名物男で、その活躍ぶりはすでに伝説的存在となっている。「倉田旅館」の主人。現実の世界で湯布院温泉を現在の姿に育て上げた中谷健太郎（物理学者・中谷宇吉郎の甥）ら何人かの著名な地元の牽引役らを投影した登場人物であり、この一群のモデルの人々と演じた藤竜也も、以前から親交がある。
倉田百江
演 - 木村佳乃
宗吉の29歳年下の後妻。正巳の義母。「倉田旅館」の女将。

### 湯布院(由布院)の人々
猿丸啓太郎
演 - 松岡充
ハルカの勤務先に出入りするフォトグラファー。たまたま知り合った四方山に頼まれて宣伝用写真も撮っていたが、実は世界を股にかけて活躍するかなり有名なフォトジャーナリスト。突然現れては突然去っていく、ハルカ曰く「変なハンサムさん」。社会的には成功しているが、孤児として育ったゆえの強い孤独感を心に宿しており、それを癒してくれるハルカを次第に深く愛するようになっていく。最終回でハルカと結婚する。
東山亜矢
演 - MEGUMI
大阪でのハルカの友人。仕事も遊びもできるバリバリのキャリアOLだったが、都会の仕事に微妙な違和感を覚えている。後に農業に目覚め、仕事を辞め湯布院に移住する。やがて農業を愛する由紀夫の度量の広さに惚れ、恋仲になる。
村崎静子
演 - 三浦理恵子
湯布院に帰ったハルカが勤める湯布院観光組合事務所の先輩事務職員。ハルカの父・陽介に好意を寄せる。
藤沢義三
演 - 螢雪次朗
湯布院観光組合事務所所長。蝶ネクタイがトレードマーク。
木内奈々枝
演 - 水川あさみ（幼少時：菅野莉央）
ハルカの幼なじみ。兄を亡くし一家離散の後、別府でホステスをしていたが、後に「倉田旅館」で仲居として働く。行方不明だった父と大阪で再会するが、危うく騙されかけたところを正巳に救われる。後に正巳と恋仲になり、百江から女将修行を受け始める。
木内智也
演 - 森田直幸
奈々枝の兄。不治の病で早くに亡くなる。ハルカの初恋の相手。
山中悟史
演 - 出口哲也（幼少期：松田和）
ハルカの幼なじみ。「倉田旅館」で板前として働く。後に幼なじみの万里子と結婚。
花田 万里子 → 山中 万里子
演 - 木南晴夏（幼少期：中村愛）
ハルカの幼なじみ。後に同じく幼なじみの悟史と結婚。
浜口佑介
演 - 近藤公園
ハルカの小学校時代の担任の先生。高校卒業後の進路に悩むアスカの相談に度々乗っていたのが縁で、アスカの願いで周囲に隠す形でアスカと交際をするに至り、後にアスカとできちゃった結婚をする。特技は手品。

### 旅行会社「そよかぜツーリスト」大阪東支店関係
四方山一行
演 - 桂文珍
ハルカの大阪での勤務先、そよかぜツーリスト大阪東支店の名物支店長。彼の名を冠したツアーには、彼を慕う常連客が大勢集まる。
青木健二
演 - 別所哲也
ハルカの勤めるそよかぜツーリストの課長で、木綿子の同棲中の恋人。ハルカとは木綿子のマンションで同居することになる。木綿子にプロポーズするも、直後にロンドン支店に転勤してしまう。
深田亜津子
演 - ちすん
先輩女性社員。「職場の花の地位を脅かす」ハルカの入社直後には辛くあたるが、後に亜矢と共にハルカの大阪での友人となる。
右近恒夫
演 - 東村雅夫（まるむし商店）
そよかぜツーリストの課長。ハルカの直属の上司。
渕上千雪
演 - 中道裕子
先輩女性社員。
佐藤まこと
演 - 山本禎顕
ハルカと同期入社の男性社員。四方山になかなか名前を覚えてもらえず、入社直後から「辞めたい」が口癖だったが、何だかんだで頑張っている。物語中盤で亜津子と仲良くなり「仕事頑張ったら付き合ってやってもいい」と言われて発奮。最終回では働きが認められ社長賞をとる。
北向純子
演 - 和泉敬子
木綿子の勤める大阪の会計事務所の所長。
犬養蘭子
演 - 華ゆり
そよかぜツーリストの社員たちのたまり場、タコ焼き屋「たこばあば」の店主。派手で押しの強い典型的な大阪の「おかん」である。ドラマ内で四方山が蘭子のことを姉さんと呼んでいたが、実際に姉弟関係なのか年上の女性に対する形容なのかは不明。

### その他のキャスト
奥貫宏美
演 - 千堂あきほ
空間プロデューサー。
グレース芝崎
演 - 高嶋ちさ子
ヴァイオリニスト。「タイスの瞑想曲」を演奏する。
東山冴子
演 - 絵沢萠子
亜矢の母。
美浜克則
演 - 益岡徹
浜口の父
演 - 岩松了
浜口の母
演 - 松岡愛子
浜口の妹
演 - 岡村直美

## スタッフ
- 作 - 大森美香[2]
- 音楽・サックス演奏 - 本多俊之
- 主題歌 - 森山直太朗「風花」
  - 作詞・作曲 - 森山直太朗・御徒町凧、編曲 - 渡辺善太郎
- 語り - 中村メイコ[2]
  - ハルカたちを暖かく見守る由布岳の精という設定。
- 副音声解説 - 江原正士
- 制作統括 - 片岡敬司
- プロデュース - 高橋練
- 演出 - 片岡敬司、遠藤理史、佐藤譲、真鍋斎、勝田夏子、菓子浩、田中正、周山誠弘

## 放送日程
| 週     | 回数      | 放送日              | サブタイトル           | 演出     |
| 2005年 | 2005年    | 2005年              | 2005年                 | 2005年   |
| ------ | --------- | ------------------- | ---------------------- | -------- |
| 第1週  | 1 - 6     | 10月03日 - 10月08日 | いやしの町に来ました!  | 片岡敬司 |
| 第2週  | 7 - 12    | 10月10日 - 10月15日 | さようなら、お母さん   | 片岡敬司 |
| 第3週  | 13 - 18   | 10月17日 - 10月22日 | 家族の新しいスタートだ | 遠藤理史 |
| 第4週  | 19 - 24   | 10月24日 - 10月29日 | なかよくしようね       | 遠藤理史 |
| 第5週  | 25 - 30   | 10月31日 - 11月05日 | もしかして……恋?        | 真鍋斎   |
| 第6週  | 31 - 36   | 11月07日 - 11月12日 | お父さんが来ちゃった!  | 真鍋斎   |
| 第7週  | 37 - 42   | 11月14日 - 11月19日 | 片想いはつらいよ       | 遠藤理史 |
| 第8週  | 43 - 48   | 11月21日 - 11月26日 | さあ、踊りましょう!    | 勝田夏子 |
| 第9週  | 49 - 54   | 11月28日 - 12月03日 | カゼの日はお母さんと   | 真鍋斎   |
| 第10週 | 55 - 60   | 12月05日 - 12月10日 | ハルカの春休み         | 田中正   |
| 第11週 | 61 - 66   | 12月12日 - 12月17日 | 春休みはつづくよ       | 勝田夏子 |
| 第12週 | 67 - 72   | 12月19日 - 12月24日 | ラブかキャリアか?      | 遠藤理史 |
| 第13週 | 73 - 75   | 12月26日 - 12月28日 | 道に迷えば風のむくまま | 真鍋斎   |
| 2006年 |           |                     |                        |          |
| 第14週 | 76 - 79   | 1月04日 - 1月07日   | 想い出はキラキラと     | 田中正   |
| 第15週 | 80 - 85   | 1月09日 - 1月14日   | さいなら!イラチの街    | 勝田夏子 |
| 第16週 | 86 - 91   | 1月16日 - 1月21日   | 音楽祭へようこそ!      | 佐藤譲   |
| 第17週 | 92 - 97   | 1月23日 - 1月28日   | 恋の嵐は吹きあれて     | 遠藤理史 |
| 第18週 | 98 - 103  | 1月30日 - 2月04日   | 赤ちゃんができた?      | 真鍋斎   |
| 第19週 | 104 - 109 | 2月06日 - 2月11日   | 結婚しようよ           | 勝田夏子 |
| 第20週 | 110 - 115 | 2月13日 - 2月18日   | 未来にむかってはしれ   | 佐藤譲   |
| 第21週 | 116 - 121 | 2月20日 - 2月25日   | ゆれて、やじろべえ     | 遠藤理史 |
| 第22週 | 122 - 127 | 2月27日 - 3月04日   | いただきまーす!        | 勝田夏子 |
| 第23週 | 128 - 133 | 3月06日 - 3月11日   | 命名!風のレストラン    | 周山誠弘 |
| 第24週 | 134 - 139 | 3月13日 - 3月18日   | もっともっとゆっくり   | 菓子浩   |
| 第25週 | 140 - 145 | 3月20日 - 3月25日   | 好き                   | 勝田夏子 |
| 第26週 | 146 - 151 | 3月27日 - 4月01日   | 幸せの風につつまれて   | 遠藤理史 |

## オープニング
本番組の舞台となる大分県由布市湯布院の風景と様子とすがすがしい風景を取り上げている。

## エンディング
本番組のエンディング「平成の大合併」前にあった大分県の旧58市町村すべての郷土料理を取り上げている。
「おさかな・海や川のもの」「やさい・山の幸」「ふるさとの煮もの」など10のジャンルに区分。「シャコの浜ゆで」（宇佐市）、「宝泉寺椎茸のステーキ」（九重町）、「じり焼き」（大分市野津原）、「黄飯」（臼杵市）などの料理とともに、それぞれの地域の山や海の写真を配置。大分の写真集としても楽しめる内容になっている。最終回はメインキャラクターのウサギキリポン2体が登場し、郷土料理の特集はなかった。

## 特別編
- 2005年10月10日8時35分 - 9時30分に、特別編『風のハルカスペシャル』（第1週目に放映された少女時代のハルカらを描いた部分を再構成）が放送されたほか、9月にも10分間のミニ番組「風のハルカ メイキング・スペシャル」が放送されている。いずれも副音声解説放送は行われず、ステレオで放送された。
- 2006年5月27日16時 - 17時59分（BS2では6月3日13時30分 - 15時29分、BS-hiでは7月8日16時 - 17時59分、BSプレミアムでは2017年11月5日13時 - 14時59分）に、『風のハルカ 感謝祭スペシャル! 〜あの感動をもう一度〜』が放送された。ドラマの総集編と、その後のハルカ達の活躍ぶりを新たに撮影したもの、村川絵梨、桂文珍、村崎真彩、枡岡明が撮影でお世話になった湯布院のゆかりの地を訪問したものが放送された。最後に5分だけ流された新撮ドラマ部分では、木綿子と健二がロンドンから帰ってくる、由紀夫は亜矢の両親に挨拶に行く、さらにラストシーンではハルカ直筆の「またお会いしましょう」のテロップが出された。

## 音声事故
2006年3月30日12時45分からの再放送で番組冒頭から約3分間、副音声解説放送が聞こえる音声事故が発生。この間、副音声に対応していないテレビ（または、副音声に切り替えていないテレビ）でも副音声解説が聞こえる状態になった。その後、12時48分ころから57分ころまでは、逆に副音声解説が聞こえない状態になった。

## 関連商品
DVD
*連続テレビ小説 風のハルカ 完全版 DVD-BOXI 全7枚セット
*連続テレビ小説 風のハルカ 完全版 DVD-BOXII 全7枚セット
*連続テレビ小説 風のハルカ 感謝祭スペシャル！ DVD